# U/NORD
U/NORD er en sammenslutning af uddannelsesinstitutioner i Nordsjælland der tilbyder kurser, gymnasiale- og erhvervs-uddannelser. Fra 1. januar 2019 blev det tidligere Knord og Esnord fusioneret under navnet U/NORD. Der er ca. 600 medarbejdere og 14.000 elever og kursister fordelt på afdelinger i Frederikssund, Hillerød, Helsingør og Lyngby.

## Uddannelser
- STX: Almene studentereksamen på Lyngby Gymnasium.
- HTX: Teknisk gymnasium i Hillerød og Helsingør.
- HHX: Handelsgymnasium i Frederikssund, Hillerød, Helsingør og Lyngby.
- EUX Business: Erhvervsfaglig studentereksamen i Frederikssund, Helsingør, Hillerød og Lyngby.
- EUD Business: Erhvervsfaglige grunduddannelser i Frederikssund, Hillerød, Helsingør og Lyngby.
- EUD: Erhvervsfaglige uddannelser i Frederikssund, Hillerød og Helsingør.
- 10. klasse EUX / EUD Business: Almindelig 10. klasse kombineret med grundforløbet på erhvervsuddannelserne.
- Efteruddannelse.

## Historie
Denne liste er ufuldstændig; hjælp gerne med at udfylde den.
- 1997: Skolen blev grundlagt som Lyngby Uddannelsescenter.
- 2006: Skolen blev sammenlagt med Hillerød Handelsskole, og skiftede navn til Hillerød Handelsskole- Lyngby Uddannelsescenter.
- 2008: Skolen skiftede navn til Handelsskolen København Nord.
- 2013: Skolen skiftede navn til København Nord S/I.
- 2016: Skolen skiftede navn til Knord S/I.
- 2019: Skolerne ESNORD og Knord S/I blev sammenlagt og skiftede navn til U/NORD S/I.[2]

## U/NORD Frederikssund, Heimdalsvej 1
U/NORD Frederikssund er opdelt i Frederikssund Handelsgymnasium, Frederikssund Handelskole og Frederikssund Tekniske Skole.
På Frederikssund Handelsgymnasium tilbydes der HHX.
På Frederikssund Handelskole tilbyders der EUX Business, EUD Business og 10. klasse EUX Business.
På Frederikssund Tekniske Skole tilbydes der en række erhvervsuddannelser.

## U/NORD Hillerød, Trollesmindealle 24, Carlsbergvej 34, Milnersvej 48 og Peder Oxes Allé 4
U/NORD Hillerød er opdelt i Hillerød Handelsgymnasium, Hillerød Handelskole, Hillerød Tekniske Gymnasium og Hillerød Tekniske Skole.
På Hillerød Handelsgymnasium tilbydes der HHX.
På Hillerød Handelskole tilbydes der EUX Business, EUD Business og 10. klasse EUX / EUD Business.
På Hillerød Tekniske Gymnasium tilbydes der HTX.
På Hillerød Tekniske Skoles tilbydes der en række erhvervsuddannelser.

## U/NORD Lyngby, Hjortehøjsvej 1 og Lundtoftevej 93
U/NORD i Lyngby var tidligere kendt som Knord, tidligere Lyngby Uddannelsescenter.
Nu er skolen opdelt i Lyngby Gymnasium, Lyngby Handelsgymnasium, Lyngby Handelsskole og Lyngby Sportscollege.
Det oprindelige Lyngby Gymnasium blev oprettet i 1986, i samme bygning som havde huset Lyngby Statsskole på Buddingevej 50, men blev flyttet i 1991. Skolen tilbyder den almene studentereksamen (STX).
På Lyngby Handelsgymnasium tilbydes der HHX.
På Lyngby Handelsskole tilbydes der EUX Business, EUD Business og 10. klasse EUX / EUD Business.
Lyngby Praktikcenter er et tilbud til studerende der har gennemført Handelsskolens grundforløb, men ikke har en elevplads i en virksomhed. Her tilbydes også erhvervsrettede efteruddannelseskurser.
Lyngby Sportscollege er et samarbejde mellem U/NORD og lokale idrætsklubber, hvor ungdomsuddannelsen kombineres med topidræt. Skolen tilbyder en bolig på Fortunkollegiet, tidligere kaldet Johannes Fog Kollegiet, til de studerende.

## U/NORD Helsingør, Rasmus Knudsens Vej 9
U/NORD Helsingør Helsingør Handelsgymnasium, Helsingør Handelskole, Helsingør Tekniske Gymnasium og Helsingør Tekniske Skole.
På Helsingør Handelsgymnasium tilbydes der HHX.
På Helsingør Handelskole tilbydes der EUX Business, EUD Business og 10. klasse EUX / EUD Business.
På Helsingør Tekniske Gymnasium tilbydes der HTX.
På Helsingør Tekniske Skoles tilbydes der en række erhvervsuddannelser.